# Dafan (köpinghuvudort i Kina, Hubei Sheng, lat 29,66, long 114,66)
Dafan är en köpinghuvudort i Kina. Den ligger i provinsen Hubei, i den centrala delen av landet, omkring 110 kilometer söder om provinshuvudstaden Wuhan. Antalet invånare är 23 770. Befolkningen består av 11 021 kvinnor och 12 749 män. Barn under 15 år utgör 17,0 %, vuxna 15-64 år 75 %, och äldre över 65 år 7,0 %.
Runt Dafan är det ganska tätbefolkat, med 166 invånare per kvadratkilometer. Närmaste större samhälle är Jiugongshan, 15,6 km söder om Dafan. I omgivningarna runt Dafan växer i huvudsak blandskog.
Genomsnittlig årsnederbörd är 2 075 millimeter. Den regnigaste månaden är maj, med i genomsnitt 315 mm nederbörd, och den torraste är januari, med 48 mm nederbörd.